# Julia Seifert
Julia Johanna Seifert (* 13. Juli 1967 in Siegburg) ist eine deutsche Unfallchirurgin und Unfallforscherin.

## Leben
Nach dem Abitur in Münster studierte sie ab 1987 Medizin an der Freien Universität Berlin. Nach der Promotion 1995 in berlin mit der Dissertation  Immunhistochemische Untersuchungen an Thymus und Milz HIV-infizierter Feten folgte im Jahre 2005 die Habilitation zur Unfallursachenforschung mit der Arbeit Unfallursachenforschung :konkrete Prävention auf der Basis neuer Prüfkriterien. Seit 2008 ist sie leitende Oberärztin am Berliner Unfallkrankenhaus. 2013 wurde sie zur außerplanmäßigen Professorin an der Universität Greifswald ernannt. Sie war bis Ende 2018 Vizepräsidentin des Berufsverbandes der Deutschen Chirurgen (BDC) und ist Präsidiumsmitglied der Deutschen Gesellschaft für Unfallchirurgie (DGU).
Besondere Bedeutung haben ihre Forschungen im Bereich der Verkehrsunfallforschung und präventiver Einrichtungen in Kraftfahrzeugen. Sie ist Mitarbeiterin im Forschungsprojekt Unfallforschung Greifswald und untersuchte unter anderem über 400 Verkehrsunfälle in Mecklenburg-Vorpommern mit dem Ziel, Unfallursachen zu erkennen und bessere Schutzmöglichkeiten für Unfallbeteiligte zu erkennen. Für ihre Forschungsleistungen wurde sie mit dem Goldenen Dieselring 2012 ausgezeichnet.

## Werke
- Unfallursachenforschung : konkrete Prävention auf der Basis neuer Prüfkriterien (Habilitation), Wiesbaden, Dt. Universitätsverlag, 2006, ISBN 3-8350-6025-2